# Caine Youngman
Caine Youngman (Francistown) é um ativista dos direitos humanos e membro do movimento pelos direitos LGBT em Botsuana. Ele ganhou atenção internacional pela primeira vez em 2011, quando tentou derrubar a proibição do país às relações entre pessoas do mesmo sexo. Ele trabalhou para o grupo de direitos humanos LEGABIBO (Lésbicas, Gays e Bissexuais de Botsuana) até dezembro de 2022 e atuou no conselho da Pan Africa ILGA, o capítulo regional da Associação Internacional de Lésbicas, Gays, Bissexuais, Trans e Intersexuais.
Youngman esteve envolvido em processos judiciais que forçaram o governo do Botsuana a registar legalmente a LEGABIBO e a descriminalizar as relações consensuais entre pessoas do mesmo sexo.

## Ativismo LGBT
Youngman juntou-se à LEGABIBO em 2005, onde foi chefe de política e advocacia jurídica. Ele deixou a organização em 2022 para se mudar para o exterior. Ele esteve envolvido em esforços de litígio estratégico para melhorar a situação jurídica das pessoas LGBT em Botsuana. Em 2009, ele anunciou uma ação judicial para contestar a proibição de relações consensuais entre pessoas do mesmo sexo em Botsuana, que foi movida em 2011, mas depois retirada para coletar informações adicionais para uma maior chance de sucesso. Quando um grupo evangélico comparou a homossexualidade ao incesto e o vice-presidente da Assembleia Nacional de Botsuana chamou os gays de "demoníacos e malignos", Youngman criticou essas declarações como "desrespeitosas, odiosas e ignorantes". Ele criticou o fato de os homossexuais terem sido marginalizados e intimidados durante as reuniões para o processo de revisão constitucional do Botsuana em 2022.
Em um processo judicial que forçou o governo de Botsuana a registrar o LEGABIBO em 2014, ele estava entre os litigantes e descreveu a recusa do governo como uma violação de seus "direitos à igualdade, liberdade de expressão e liberdade de reunião e associação". O governo se recusou a registrar o grupo por nove anos. Por meio do LEGABIBO, Youngman esteve envolvido no caso do Tribunal Superior de Botsuana que descriminalizou as relações consensuais entre pessoas do mesmo sexo em 2019. O caso foi visto como uma decisão histórica com relevância para outros países africanos. Youngman criticou o procurador-geral quando o estado recorreu da decisão do tribunal.
Em um debate de rádio ao vivo em 2016, o pastor norte-americano Steven Anderson atacou verbalmente Youngman por sua orientação sexual e pediu ao governo de Botsuana que matasse homossexuais. Após a transmissão, o então presidente Ian Khama ordenou a deportação de Anderson por discurso de ódio. Em um evento com o embaixador dos EUA na Alemanha, Richard Grenell, Youngman pediu aos Estados Unidos que impedissem os pastores evangélicos americanos na África de "pressionar nossos governos a aplicar as leis de sodomia ou endurecê-las e ter a pena de morte como lei para a comunidade LGBTI".
Youngman acredita que o ativismo LGBT local não deve ser ofuscado por doadores estrangeiros. Em seu ativismo, ele usa expressões Setswana para termos em inglês como orientação sexual e trabalha com representantes de toda a sociedade, incluindo líderes religiosos e chefes tradicionais. Ele atuou no conselho da Pan-Africa ILGA, o capítulo regional da Associação Internacional de Lésbicas, Gays, Bissexuais, Trans e Intersexuais, e é um administrador da The Other Foundation. Em 2016, ele foi destaque no programa "Working Lives" da BBC World News.

## Vida pessoal
Youngman percebeu que era gay na escola primária. Muitos parentes souberam de sua orientação sexual quando ele anunciou seu processo em 2009. Ele afirmou que sempre se sentiu apoiado por sua família católica. Ele se casou fora de Botsuana em 2019 e deixou o país em 2022.